# Mahmoud Khoshnam
Mahmoud Khoshnam (persa: محمود خوشنام, nascido no Irã em 27 de abril de 1935 - morreu na Alemanha em 14 de março de 2021) foi um crítico musical persa. Foi editor da revista Music Review nos anos 1960-1963. Ele estudou ciências políticas na Universidade de Teerã e continuou seus estudos em sociologia na Alemanha e na Áustria. Ele ensinou literatura no Conservatório Nacional de Música Persa em Teerã e foi editor da Roudaky Monthly por cinco anos. A partir de 1960, ele foi editor da revista Music Review (Majale-ye Musighi) em Teerã. Khoshnam logo estava à frente da seção de relações públicas do Roudaki Hall. Em 1980 mudou-se para a Alemanha. Nos anos seguintes, ele cooperou com a Deutsche Welle e a BBC Persian Service. Seus principais programas eram focados no folk persa e na música pop. Uma seleção de artigos / entrevistas de Khoshnam foi publicada na Suécia em 1998 com o título "No campo da música" 